# Мідвей (округ Гот-Спрінг, Арканзас)
Мідвей (англ. Midway) — місто (англ. town) в США, в окрузі Гот-Спрінгс штату Арканзас. Населення — 377 осіб (2020).

## Географія
Мідвей розташований за координатами 34°14′59″ пн. ш. 92°58′25″ зх. д. / 34.24972° пн. ш. 92.97361° зх. д. (34.249821, -92.973481).  За даними Бюро перепису населення США в 2010 році місто мало площу 9,18 км², з яких 9,15 км² — суходіл та 0,03 км² — водойми.

## Демографія
Згідно з переписом 2010 року, у місті мешкало 389 осіб у 153 домогосподарствах у складі 116 родин. Густота населення становила 42 особи/км².  Було 171 помешкання (19/км²). 
Расовий склад населення:
| - 97,9 % — білих - 0,8 % — азіатів - 0,3 % — корінних американців |

До двох чи більше рас належало 0,3 %. Іспаномовні складали 0,8 % від усіх жителів.
За віковим діапазоном населення розподілялося таким чином: 25,2 % — особи молодші 18 років, 63,7 % — особи у віці 18—64 років, 11,1 % — особи у віці 65 років та старші. Медіана віку мешканця становила 37,5 року. На 100 осіб жіночої статі у місті припадало 109,1 чоловіків;  на 100 жінок у віці від 18 років та старших — 99,3 чоловіків також старших 18 років.
Середній дохід на одне домашнє господарство  становив 51 419 доларів США (медіана — 44 107), а середній дохід на одну сім'ю — 59 912 долари (медіана — 54 583). За межею бідності перебувало 10,2 % осіб, у тому числі 7,7 % дітей у віці до 18 років та 10,5 % осіб у віці 65 років та старших.
Цивільне працевлаштоване населення становило 167 осіб. Основні галузі зайнятості: освіта, охорона здоров'я та соціальна допомога — 28,1 %, виробництво — 13,8 %, будівництво — 12,0 %.